# Rapalski sporazum (1920)
Rapalski sporazum je međudržavni sporazum između Kraljevine Italije i Kraljevine Srba, Hrvata i Slovenaca, kojim je rešeno tzv. Jadransko pitanje - utvrđivanje posleratnih granica na istočnoj jadranskoj obali između dviju kraljevina. Potpisan je 12. novembra 1920. godine u gradu Rapalu pored Đenove.

## Pregled
Nakon kraja Prvog svetskog rata Italijani su željeli anektirati područja koja su im Sile Antante obećale Londonskim ugovorom, te su ta područja odmah nakon kraja ratnih operacija vojno okupirali. Osnivanjem južnoslovenske države i u svetlu Vilsonovih ideja o samoopredeljenju naroda, zapadne sile nisu više bile spremne udovoljiti italijanskim zahtevima, koji po mišljenju mnogih nisu bili u skladu sa skromnim ratnim doprinosom. Nakon brojnih nesuglasica i pretnji napuštanjem Pariske mirovne konferencije, Italijani su pod vodstvom premijera Đovanija Đolitija odlučili rešiti spor dogovorom s južnoslovenskom stranom. Predstavnici Kraljevine Srba, Hrvata i Slovenaca su takođe bili spremni na kompromis, jer je državu privredno iscrpljivala nemogućnost korištenja okupiranih jadranskih luka, a nakon Vilsonovog poraza na izborima izgubljena je i američka podrška.

## Posledice
Ugovorom je Italiji predana Gorica, Gradiška, dio Kranjske, Istra, Zadar, i otoci Lošinj, Cres, Lastovo, Palagruža i Sušac; ukupno oko 10.000 km2 teritorija. Rijeka je kao Slobodna Država Rijeka postala nezavisna država, usled čega je riječki duče, Gabrijele D’Anuncio, objavio rat Italiji i ubrzo bio smenjen sa vlasti.
Više od pola miliona Hrvata i Slovenaca našlo se izvan granica Kraljevine Srba, Hrvata i Slovenaca (prema poslednjem popisu stanovništva u Austrougarskoj iz 1910. godine), koji će vrlo brzo biti izloženi italijanizaciji, zatvaranju slovenskih kulturnih ustanova i fašističkom teroru.